# HTC S710
De HTC S710, ook bekend als de HTC Vox, is een mobiele telefoon geproduceerd door HTC. Deze telefoon bevat in tegenstelling tot veel andere HTC-toestellen geen touchscreen, maar beschikt over volledig qwerty-toetsenbord. De HTC S710 draait op het besturingssysteem Windows Mobile 6 Standard (de Standaard-versie van Windows Mobile 6 is ontwikkeld voor telefoons zonder touchscreen).
Dit toestel wordt vrijwel niet door telecomproviders onder hun eigen naam uitgebracht, maar gewoon als de HTC S710. Het toestel is sinds juni 2007 te koop.

## Specificaties
De HTC S710 heeft als processor de TI OMAP850 (200 MHz). De hoeveelheid beschikbaar RAM-geheugen bedraagt 64 MB. De schermdiagonaal is 2,4 inch (6,1 centimeter). Het tft/lcd-scherm heeft een resolutie van 320 x 240 pixels (QVGA) en maakt gebruik van led-achtergrondverlichting. Het toestel weegt 140 gram en heeft volgende afmetingen: 101,5 x 50 x 18,6 mm.
De HTC S710 beschikt over een camera met een resolutie van 2 megapixels. De lithium-ion-polymeer-accu heeft een capaciteit van 1050 mAh. Volgens de fabrikant staat dat gelijk aan een stand-bytijd van 175 uur en een beltijd van 7 uur.